# Rioseras
Rioseras es la denominación de un antiguo municipio (código INE- 09904 ), corresponde tanto a una localidad como a una Entidad Local Menor, en Castilla la Vieja, hoy comunidad autónoma de Castilla y León, provincia de Burgos (España). Está situada en la comarca de Alfoz de Burgos y es la capital del Ayuntamiento de Valle de las Navas.

## Superficie
El antiguo municipio tenía una extensión superficial de 1000 hectáreas.

## Situación
El pueblo de Rioseras, como dijo Pascual Madoz, está situado en la falda de una sierra que sube desde Ubierna, Villaverde y llega hasta Temiño; su clima es frío pero sano. Este pueblo se encuentra a 16.50 km al norte de la capital de provincia, Burgos a la margen derecha del río La Nava y a la derecha de la carretera de Burgos-Bercedo.

## Historia
Rioseras comenzó a tener asentamientos humanos iberos, seguidos de los romanos...
En 1943 la Diputación provincial elige mayoritariamente a su alcalde Pedro Avellanosa para el cargo de procurador en Cortes en la I Legislatura de las Cortes Españolas (1943-1946), representando a los municipios de esta provincia

## Demografía
| Gráfica de evolución demográfica de Rioseras entre 1842 y 1970 |
| |
| Población de derecho según los censos de población del INE. Población de hecho según los censos de población del INE.Entre el censo de 1857 y el anterior, crece el término del municipio porque incorpora a Celada de la Torre. Entre el censo de 1981 y el anterior, este municipio desaparece porque se agrupa en el municipio Valle de las Navas. |

## Fiestas y costumbres
Celebra las tradicionales procesiones de Semana Santa. El Sábado Santo en una ceremonia de gran solemnidad, en la que participan los pueblos del Valle de las Navas, hacen una gran fogata la puerta de la iglesia, y allí mismo se enciente el Cirio Pascual. Estas celebraciones se hacen alternativamente en uno de los siguientes pueblos del valle: Temiño, Robredo, Melgosa y Tobes.
También la Virgen del Carmen, a mediados de julio. Fin de semana intenso de tres días de duración. Son espectaculares. Desde cualquier edad se puede disfrutar de ellas.

## Monumentos
La iglesia de San Saturnino; románico gótica en estado de ruina y en proyecto de restauración. La primitiva iglesia constaba únicamente de una nave central y fue construida por mandato expreso de la mujer del Cid: Doña Jimena. Con posterioridad se añadieron dos naves laterales que contribuyeron a dar prestigio y notoriedad a esta iglesia considerada como la única entre las poblaciones más próximas en cuanto al número de naves(tres).

## Parroquia
Las ruinas de la gran construcción románica y gótica de la iglesia de San Saturnino.